# یوهانا لارشون (تنیس‌باز)
یوهانا لارسون (به سوئدی: Johanna Larsson) (زادهٔ ۱۷ اوت ۱۹۸۸) تنیس‌باز اهل سوئد است.